# Мил (остров)
Вижте пояснителната страница за други значения на Мил.

Остров Мил (на английски: Mill Island) е 78-ият по големина остров в Канадския арктичен архипелаг. Площта му е 181 км2, която му отрежда 113-о място сред островите на Канада. Административно принадлежи към канадската територия Нунавут. Необитаем.
Островът се намира в северната част на Хъдсъновия залив, в западния вход на Хъдсъновия проток. Отстои на 24,6 км на югозапад от п-ов Фокс (югозападната част на Бафинова земя), на 32 км на северозапад от остров Солсбъри, на 52 км на север от остров Нотингам и на 109 км на североизток от п-ов Бел на остров Саутхамптън. На 0,8 км на изток от него се намира малкия остров Пътнам, а на същото разстояние на запад през протока Хърин Тръфлет е разположен безименен остров.
Бреговата линия на острова с дължина 146 км е силно разчленена от стотици малки заливи, полуострови, островчета и скали. Северните брегове на острова са стръмни, на места дори отвесни, а южните полегати.
Релефът е равнинно-хълмист с максимална височина от 160 м с мтожество малки езера.
Островът е открит на 9 юли 1615 г. от английските полярни мореплаватели Робърт Байлот и Уилям Бафин, по време на плаването им за търсене на т.нар. „Северозападен проход“.
|  | Тази страница частично или изцяло представлява превод на страницата Mill Island (Nunavut) в Уикипедия на английски. Оригиналният текст, както и този превод, са защитени от Лиценза „Криейтив Комънс – Признание – Споделяне на споделеното“, а за съдържание, създадено преди юни 2009 година – от Лиценза за свободна документация на ГНУ. Прегледайте историята на редакциите на оригиналната страница, както и на преводната страница, за да видите списъка на съавторите. ВАЖНО: Този шаблон се отнася единствено до авторските права върху съдържанието на статията. Добавянето му не отменя изискването да се посочват конкретни източници на твърденията, които да бъдат благонадеждни. |